# 御厨村 (長崎県)
御厨村（みくりやむら）は、長崎県北松浦郡にあった村。1941年に星鹿村と合併し町制施行、新御厨町となった。
現在の松浦市御厨町にあたる。

## 地理
- 山：白岳、大岳、石森山、二ツ山、合戦原
- 河川：竜尾川、加椎川、田代川、寺ノ尾川、木場川、悪太郎川
- 溜池：郭公尾池、アカニタ池

## 沿革
古くは「三栗野」「御厨屋」とも表記された。地名は神社などの御厨に由来するといわれ、中世の時代は宇野御厨荘の一部であった。
- 1889年（明治22年）4月1日 - 町村制施行により、御厨村・大崎村・田代村が合併し北松浦郡御厨村が発足。
- 1941年（昭和16年）1月1日 - 星鹿村と合併し町制施行。新御厨町が発足し、御厨村は自治体として消滅。

## 地名
御厨村では大字（御厨・大崎・田代）を冠称した免を行政区域とする。
大字御厨
- 池田免
- 上登木免
- 北平免
- 里免
- 下登木免
- 立木免
- 田原免
- 寺ノ尾免
- 中野免
- 前田免
- 横久保免

大字大崎
- 相坂免
- 大崎免
- 狩原免
- 川内免
- 小船免
- 米ノ山免
- 高野免
- 西木場免
- 西田免
- 普住免（ふじゅう）
- 山根免

大字田代
- 板橋免
- 郭公尾免（こっこのお）
- 木場免
- 田代免

## 交通

### 鉄道
- 日本国有鉄道
  - 伊万里線

（田平村） - 肥前御厨駅 - （志佐町）